# 和歌山県道176号井関御坊線
和歌山県道176号井関御坊線（わかやまけんどう176ごう いせきごぼうせん）は、和歌山県有田郡広川町から御坊市に至る一般県道である。

## 概要
有田郡広川町大字井関から御坊市名屋町2丁目に至る。
国道42号の旧道（1969年（昭和44年）3月31日降格）であるため、起点・終点ともに国道42号を接続し、日高郡日高町では国道42号と重複している。さらに、起点・終点ともに他の県道と重複している。

### 路線データ
- 起点：和歌山県有田郡広川町大字井関（井関交差点、国道42号交点、和歌山県道21号広川川辺線起点）
- 終点：和歌山県御坊市名屋町2丁目（天田橋北詰交差点、国道42号交点、和歌山県道185号御坊停車場線終点）
- 実延長：23.0 km

## 路線状況
峠の頂上にある明治時代のトンネルは1999年（平成11年）に建設された二車線幅トンネルに世代交代し、古いトンネルは現在では塞がれている。和歌山県道21号広川川辺線との重複区間の拡張が進んだ他、峠のすぐ東側の対向困難だった区間において架橋を伴う大掛かりな拡幅工事が行われてた結果、対向困難な区間は有田郡広川町内の区間に集中している。

### 重複区間
- 和歌山県道21号広川川辺線（有田郡広川町大字井関・井関交差点（起点） - 有田郡広川町大字上津木）
- 和歌山県道23号御坊湯浅線（日高郡日高町大字萩原 - 御坊市湯川町丸山・斉橋交差点）
- 国道42号（日高郡日高町大字萩原・萩原交差点 - 日高郡日高町大字萩原）
- 国道42号（日高郡日高町大字荊木 - 御坊市湯川町丸山・斉橋交差点）
- 和歌山県道185号御坊停車場線（御坊市名屋町1丁目 - 御坊市名屋町2丁目・天田橋北詰交差点（終点））

### 道路施設

#### 橋梁
- いつき橋（斉川、御坊市）

#### トンネル
- 新鹿ヶ瀬トンネル：延長330 m、1999年（平成11年）竣工、有田郡広川町 - 日高郡日高町

## 地理

### 通過する自治体
- 和歌山県
  - 有田郡広川町 - 日高郡日高町 - 御坊市

### 交差する道路
| 交差する道路                                                | 市町村名 | 市町村名 | 交差する場所         | 交差する場所            |
| ----------------------------------------------------------- | -------- | -------- | -------------------- | ----------------------- |
| 国道42号 和歌山県道21号広川川辺線 重複区間起点              | 有田郡   | 広川町   | 大字井関             | 井関交差点 / 起点       |
| 和歌山県道21号広川川辺線 重複区間終点                       | 有田郡   | 広川町   | 大字上津木           |                         |
| E42 阪和自動車道                                            | 有田郡   | 広川町   | 大字上津木           | 28-1 広川南IC           |
| 和歌山県道23号御坊湯浅線 重複区間起点                       | 日高郡   | 日高町   | 大字萩原             |                         |
| 国道42号 重複区間起点                                       | 日高郡   | 日高町   | 大字萩原             | 萩原交差点              |
| 国道42号 重複区間終点 和歌山県道27号日高印南線              | 日高郡   | 日高町   | 大字萩原             |                         |
| 和歌山県道189号比井紀伊内原停車場線                         | 日高郡   | 日高町   | 大字萩原             |                         |
| 国道42号 重複区間起点                                       | 日高郡   | 日高町   | 大字荊木（いばらき） |                         |
| 国道42号 重複区間終点 和歌山県道23号御坊湯浅線 重複区間終点 | 御坊市   | 御坊市   | 湯川町丸山           | 斉橋交差点              |
| 和歌山県道191号江川小松原線                                 | 御坊市   | 御坊市   | 湯川町小松原         | 斉橋南交差点            |
| 和歌山県道26号御坊美山線                                    | 御坊市   | 御坊市   | 湯川町財部           | 日高振興局東交差点      |
| 和歌山県道188号柏御坊線                                     | 御坊市   | 御坊市   | 御坊                 |                         |
| 和歌山県道186号日高港線                                     | 御坊市   | 御坊市   | 薗                   |                         |
| 和歌山県道185号御坊停車場線 重複区間起点                    | 御坊市   | 御坊市   | 名屋町1丁目          |                         |
| 国道42号 和歌山県道185号御坊停車場線 重複区間終点           | 御坊市   | 御坊市   | 名屋町2丁目          | 天田橋北詰交差点 / 終点 |

### 交差する鉄道
- 紀勢本線
- 紀州鉄道線

### 沿線
- 井関郵便局
- 広川町立津木中学校
- 広川町立津木小学校
- 日高町立内原小学校
- 内原郵便局
- JR西日本紀勢本線 紀伊内原駅
- 財部郵便局
- 紀州鉄道線
  - 学門駅 - 紀伊御坊駅
- 御坊市立御坊小学校
- 日高川